# Mai stati meglio
Mai stati meglio è un singolo del gruppo musicale italiano Lo Stato Sociale, pubblicato il 13 gennaio 2017 come secondo estratto dall'album Amore, lavoro e altri miti da sfatare.

## Tracce
1. Mai stati meglio – 4:23